# 라이브 진주
라이브 진주는 KBS진주 1라디오에서 평일 오후 5시 5분부터 오후 5시 58분까지 방송되는 시사교양 프로그램이다.

## 진행
- 안유리 아나운서

## 역대 진행
| 역대 | 진행자          | 진행 기간       | 비고 |
| ---- | --------------- | --------------- | ---- |
| 1대  | 안유리 아나운서 | 일자미상 ~ 현재 |      |